# Municipio de Jackson (condado de Preble)
El municipio de Jackson (en inglés: Jackson Township) es un municipio ubicado en el condado de Preble en el estado estadounidense de Ohio. En el año 2010 tenía una población de 1190 habitantes y una densidad poblacional de 13,35 personas por km².

## Geografía
El municipio de Jackson se encuentra ubicado en las coordenadas 39°46′45″N 84°45′6″O / 39.77917, -84.75167. Según la Oficina del Censo de los Estados Unidos, el municipio tiene una superficie total de 89.11 km², de la cual 89,08 km² corresponden a tierra firme y (0,04 %) 0,04 km² es agua.

## Demografía
Según el censo de 2010, había 1190 personas residiendo en el municipio de Jackson. La densidad de población era de 13,35 hab./km². De los 1190 habitantes, el municipio de Jackson estaba compuesto por el 96,97 % blancos, el 0,17 % eran afroamericanos, el 0,08 % eran amerindios, el 0,5 % eran asiáticos y el 2,27 % eran de una mezcla de razas. Del total de la población el 0,17 % eran hispanos o latinos de cualquier raza.